# Eurovision Young Musicians 2002
Der 11. Eurovision Young Musicians (EYM) fand 2002 im Berliner Konzerthaus statt. Es war das erste Mal das diese Veranstaltung in Deutschland ausgetragen wurde. Es gewann der österreichische Geiger Dalibor Karvay.

## Teilnehmer

Länder, die 2002 teilgenommen haben
Länder, die bereits im Halbfinale ausgeschieden sind
Länder, die in der Vergangenheit teilgenommen haben, jedoch nicht 2002

Es nahmen 20 Länder teil, vier weniger als im Vorjahr. Rumänien gab sein Debüt und Italien nahm wieder teil. Belgien, Frankreich, Irland, Spanien, Ungarn und die Türkei hingen zogen sich vom Wettbewerb zurück.

## Format
Jedes Land schickt einen Musiker, welcher nicht älter als 19 Jahre ist, zum Wettbewerb. Dieser spielt dann ein Instrument und stellt mit diesem ein Stück vor. Da die Anzahl der Teilnehmer den Zeitrahmen für ein Finale sprengen würde, gab es zwei Halbfinale.
So entschied eine professionelle Jury am Ende lediglich acht Länder, die im Finale auftreten werden. Die Jury entscheidet daraufhin ebenfalls die ersten drei Plätze dort. Folgende Juroren saßen 2002 in der Jury:
- Leonard Slatkin
- Gian Carlo Menotti
- Anna Gourari
- Jack Martin Händler
- Aurèle Nicolet
- Hans Peter Pairott
- / Carole Dawn Reinhart

## Halbfinale
Folgende Länder schieden in den zwei Halbfinalen aus:
| Land        | Interpret              | Instrument |
| ----------- | ---------------------- | ---------- |
| Dänemark    | Philippe Benjamin Skow | Violine    |
| Estland     | Michael Paull          | Gitarre    |
| Finnland    | Jonathan Rautiola      | Saxophon   |
| Italien     | Anna Tifa              | Violine    |
| Kroatien    | Ivo Dropulich          | Violine    |
| Lettland    | Ruslan Vilensky        | Cello      |
| Niederlande | Fleur Bouverie         | Klarinette |
| Norwegen    | Vilde Frang Bjærke     | Violine    |
| Rumänien    | Cristian Andrei Fatou  | Violine    |
| Russland    | Nikita Borisoglebski   | Violine    |
| Schweden    | Jacob Korányi          | Cello      |
| Schweiz     | Beatrice Berrut        | Klavier    |
| Zypern      | Andreas Joannidis      | Cello      |

## Finale
Das Finale fand am 19. Juni statt. Es nahmen 7 Länder teil, wobei nur die ersten drei Plätze bekanntgegeben wurden.
| Platz | Startnr. | Land                   | Interpret          | Instrument | Stück                                     |
| ----- | -------- | ---------------------- | ------------------ | ---------- | ----------------------------------------- |
| 1.    | 1        | Österreich             | Dalibor Karvay     | Violine    | Carmen Fantasy von Franz Waxman           |
| 2.    | 2        | Vereinigtes Königreich | Sarah Williamson   | Klarinette | Clarinet Concerto von Aaron Copland       |
| 3.    | 6        | Slowenien              | Karmen Pecar       | Cello      | Cello Concerto von Dmitri Shostakovitch   |
| –     | 3        | Griechenland           | Theodore Milkov    | Marimba    | Marimbaphone Concerto von Ney Rosauro     |
| –     | 4        | Tschechien             | Jakub Tylman       | Cello      | Hungarian Rhapsody von David Popper       |
| –     | 5        | Deutschland            | Alina Pogostkina   | Violine    | Rondo Capriccioso von Camille Saint-Saens |
| –     | 7        | Polen                  | Piotr Jasiurkowski | Violine    | Gipsy Melodies von Pablo de Sarasate      |

## Übertragung
| Land                      | Sender              |
| Teilnehmende Länder       | Teilnehmende Länder |
| ------------------------- | ------------------- |
| Dänemark                  | DR                  |
| Deutschland               | 3sat                |
| Deutschland               | ZDF                 |
| Estland                   | ETV                 |
| Finnland                  | Yle TV1             |
| Frankreich                | France 3            |
| Griechenland              | ERT                 |
| Italien                   | Rai                 |
| Lettland                  | LTV                 |
| Norwegen                  | NRK                 |
| Österreich                | ORF                 |
| Polen                     | TVP2                |
| Schweden                  | SVT                 |
| Schweiz                   | TSI                 |
| Schweiz                   | TSR                 |
| Schweiz                   | DRS                 |
| Slowakei                  | STV                 |
| Slowenien                 | RTV SLO             |
| Spanien                   | TVE                 |
| Tschechien                | ČT                  |
| Vereinigtes Königreich    | BBC                 |
| Zypern                    | CyBC                |
| Nicht teilnehmende Länder |                     |
| Belgien                   | VRT                 |
| Belgien                   | RTBF                |
| Island                    | RÚV                 |
| Malta                     | PBS                 |